# Louis Hayward
Pour les articles homonymes, voir Hayward.

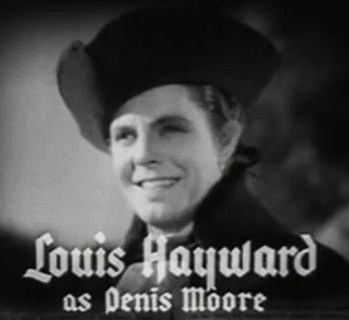
Dans Anthony Adverse (1936).

Louis Hayward est un acteur britannique, né à Johannesbourg (Afrique du Sud, alors colonie britannique) le 19 mars 1909, mort à Palm Springs (Californie, États-Unis) le 21 février 1985.

## Biographie
Louis Hayward, de son nom complet Louis Charles Hayward, débute au cinéma en 1932, au Royaume-Uni, où il collabore à quelques films britanniques, avant de jouer surtout dans des films américains à partir de 1935, s'étant installé définitivement aux États-Unis, jusqu'à un dernier tournage en 1973. Il obtient un premier rôle (en fait double, celui de Louis XIV et de son frère jumeau) dans L'Homme au masque de fer en 1939, suivi par Lady in the Iron Mask en 1952, où il interprète cette fois D'Artagnan. Il est également, à deux reprises, Simon Templar, dit le Saint, en 1938 (première apparition du personnage à l'écran), puis en 1953, ou encore le Capitaine Blood en 1950 et 1952. Il tient le rôle d'Edmond Dantès, alias le Comte de Monte-Cristo, en 1946, et du fils de celui-ci, précédemment en 1940.
Durant la Seconde Guerre mondiale, il est incorporé dans le corps américain des marines (USMC) et participe ainsi, sur le Front Pacifique, à la bataille de Tarawa, avec le grade de capitaine, menant une unité spéciale chargée de filmer les opérations. Il est aussi le réalisateur (non crédité, unique expérience à ce titre) du court métrage documentaire en couleurs With the Marines at Tarawa (1944), récompensé par un Oscar, Hayward obtenant pour sa part la médaille militaire Bronze Star.
Pour la télévision, il apparaît dans un téléfilm en 1958 et participe à plusieurs séries entre 1952 et 1974 (sa dernière apparition sur un écran).
Au théâtre, il joue dans des pièces en Angleterre, ainsi qu'à Broadway (une seule fois, en 1935).
Louis Hayward a eu trois épouses, Ida Lupino de 1938 à 1945, puis Peggy Morrow Field de 1946 à 1950, enfin June Hanson de 1953 à sa mort en 1985.
Il est mort d'un cancer à Palm Springs en 1985.
Deux étoiles lui sont dédiées sur le Walk of Fame d'Hollywood Boulevard, l'une pour sa contribution au cinéma, l'autre pour sa contribution à la télévision.

## Filmographie partielle

### Au cinéma
Comme acteur (sauf mention contraire)
- 1932 : Self Made Lady de George King
- 1933 : The Thirteenth Candle de John Daumery
- 1933 : Sorrell and Son de Jack Raymond
- 1935 : Une plume à son chapeau (A Feather in Her Hat) de Alfred Santell
- 1935 : The Flame Within de Edmund Goulding
- 1936 : Absolute Quiet de George B. Seitz
- 1936 : À vos ordres, Madame (Trouble for Two) de J. Walter Ruben
- 1936 : Anthony Adverse de Mervyn LeRoy
- 1936 : À New York tous les deux (en) (The Luckiest Girl in the World) de Edward Buzzell
- 1937 : La Femme que j'aime (The Woman I Love) de Anatole Litvak
- 1938 : Midnight Intruder de Arthur Lubin
- 1938 : Derrière les grands murs (Condemned Women) de Lew Landers
- 1938 : The Saint in New York de Ben Holmes
- 1938 : The Duke of West Point d'Alfred E. Green

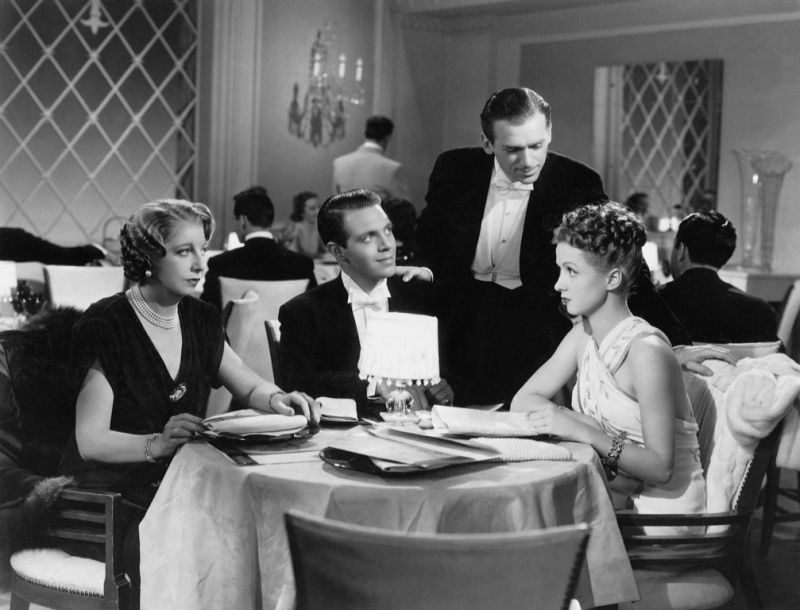
Autre vue de La Coqueluche de Paris (1938)
De gauche à droite : Helen Broderick, Louis Hayward, Douglas Fairbanks Jr. et Danielle Darrieux.

- 1938 : La Coqueluche de Paris (The Rage in Paris) d'Henry Koster
- 1939 : L'Homme au masque de fer (The Man in the Iron Mask) de James Whale
- 1940 : My Son, My Son ! de Charles Vidor
- 1940 : Chantez, dansez, mes belles ! (Dance, Girl, Dance) de Dorothy Arzner
- 1940 : Le Fils de Monte-Cristo (The Son of Monte Cristo) de Rowland V. Lee
- 1941 : Ladies in Retirement de Charles Vidor
- 1944 : With the Marines at Tarawa (court métrage documentaire, réalisateur, non crédité)
- 1945 : Dix Petits Indiens (And then there were none) de René Clair
- 1946 : L'Esclave du souvenir (Young Widow) d'Edwin L. Marin
- 1946 : Le Démon de la chair (The Strange Woman) d'Edgar G. Ulmer
- 1946 : The Return of Monte Cristo d'Henry Levin
- 1947 : Repeat Performance d'Alfred L. Werker
- 1948 : L'Impitoyable (Ruthless) d'Edgar George Ulmer
- 1948 : La Flèche noire (The Black Arrow) de Gordon Douglas
- 1948 : La Grande Menace (Walk a Crooked Mile) de Gordon Douglas
- 1949 : Les Pirates de Capri (I pirati di Capri ou Pirates of Capri) de Giuseppe Maria Scotese et Edgar G. Ulmer (coproduction italo-américaine)
- 1950 : House by the River de Fritz Lang
- 1950 : Les Nouvelles Aventures du capitaine Blood (Fortunes of the Captain Blood) de Gordon Douglas
- 1951 : Dick Turpin, bandit gentilhomme (Dick Turpin's Ride) de Ralph Murphy
- 1952 : Lady in the Iron Mask de Ralph Murphy
- 1952 : Captain Pirate (en) de Ralph Murphy
- 1953 : The Saint's Return (ou The Saint's Girl Friday) de Seymour Friedman
- 1954 : Duffy of San Quentin de Walter Doniger
- 1956 : The Search for Bridey Murphy de Noel Langley
- 1967 : The Christmas Kid de Sidney W. Pink
- 1967 : Chuka de Gordon Douglas
- 1973 : Terror in the Wax Museum de Georg Fenady

### À la télévision
Séries, sauf mention contraire
- 1954 : The Lone Wolf (en), 39 épisodes de 30 minutes
- 1958 : The Highwayman, téléfilm de Robert Day
- 1962 : Suspicion (The Alfred Hitchcock Hour), saison 1, épisode 10, Day of Reckoning de Jerry Hopper
- 1964 : Rawhide, saison 7, épisode 9, The Blackshooter de Herschel Daugherty
- 1965 : L'Homme à la Rolls (Burke's Law), saison 2, épisode 30, Who killed the Jackpot ? de Richard Kinon
- 1974 : Le Magicien (The Magician), saison 1, épisode 19, The Illusions of the Lethal Playthings (réalisateur non mentionné)

## Théâtre
Sélection de pièces
- 1927-1928 : Dracula de Hamilton Deane (à Southampton)
- 1930-1931 : The Church Mouse de Benn W. Levy, avec Gerald du Maurier, Ralph Truman (à Londres)
- 1933-1934 : Conversation Piece de (et mise en scène par) Noël Coward, avec Pierre Fresnay, Yvonne Printemps, George Sanders, Heather Thatcher, Noël Coward (à Londres)
- 1935 : Point Valaine de (et mise en scène par) Noël Coward, avec Lynn Fontanne, Alfred Lunt, Philip Tonge (à Broadway)

## Récompense
- 17e Cérémonie des Oscars 1944 : Oscar du meilleur court métrage (documentaire) pour With the Marines at Tarawa (attribué à l'USMC pré-cité).